# Qinghaisjön

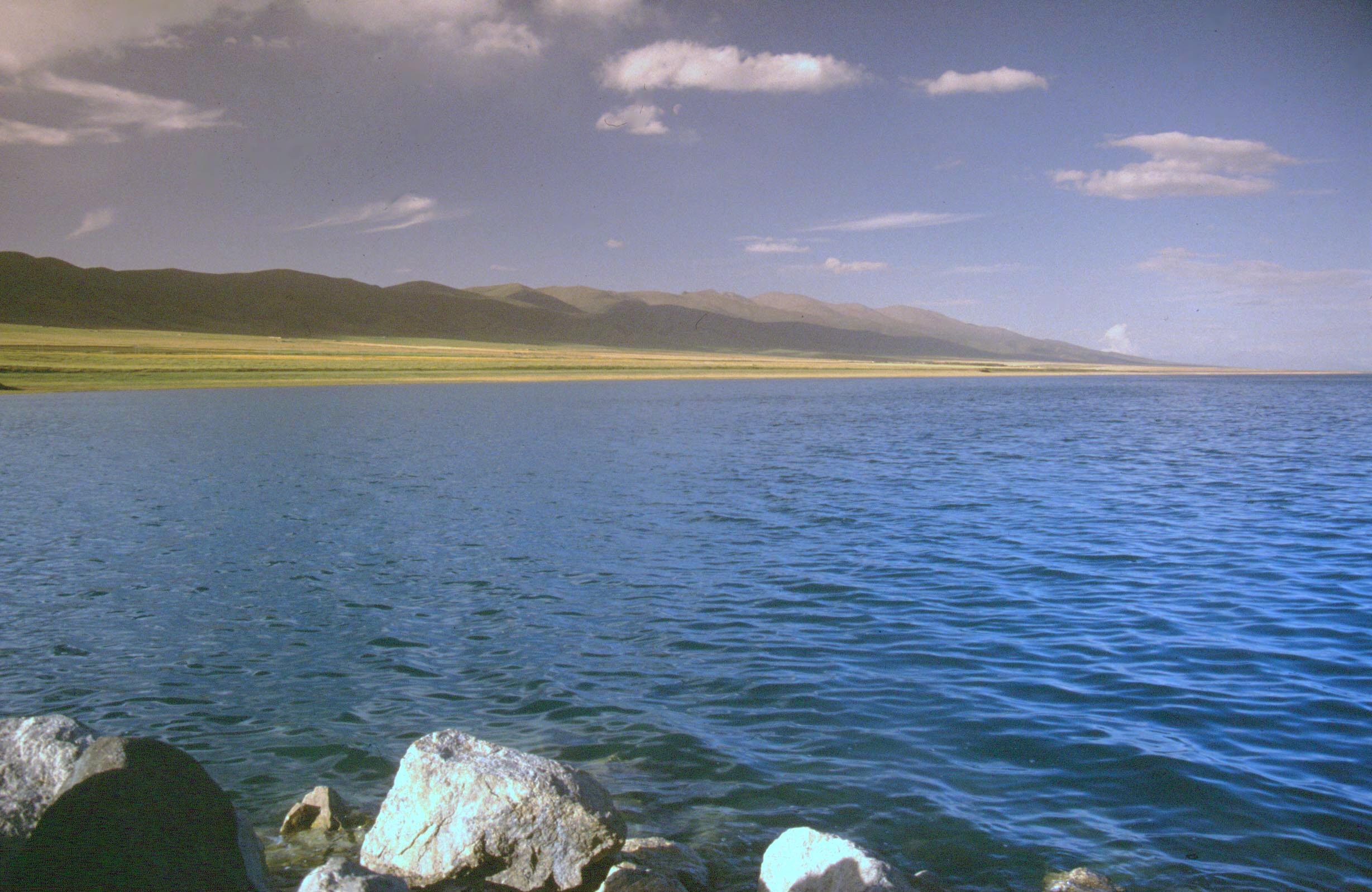
Qinghaisjön

Qinghai (även Koko Nor, Kuku-nor; tibetanska: mtsho khri shor rgyal mo eller མཚོ་སྔོན་, mtsho sngon po; kinesiska: 青海湖 (pinyin: Qīnghǎi Hú), "Blå havet"; mongoliska: Хөхнуур, Chöchnuur; klassisk mongoliska: ᠬᠥᠬᠡ ᠨᠠᠭᠤᠷ, Köke Naɣur; manchuiska: Huhu Noor; samtliga tre sista med betydelsen "Blå sjön") är den största sjön i Kina, belägen i provinsen Qinghai i landets nordväst på cirka 3 190 meter över havet, i en sänka i Tibetanska högplatån. Det är en avloppslös saltsjö. Sjön har fluktuerat i storlek, krympt under stora delar av 1900-talet men ökat sedan 2004. Den hade en yta på 4 317 km2, ett medeldjup på 21 m och ett maximalt djup på 25,5 m år 2008.